# Alikul Osmonov
Alikul Osmonov (en kirghize : Алыкул Осмонов ; né à Kaptal-Aryk le 21 mars 1915 et mort le 12 décembre 1950) est un poète kirghiz.

## Biographie
Alikul Osmonov est orphelin dès son enfance et grandit dans des orphelinats. Il a publié son premier recueil de poèmes Poèmes à l'aube (Таңдагы ырлар) en 1935. Il est mort d'une pneumonie à l'âge de 35 ans.
Aujourd'hui, il y a une statue à la Bibliothèque nationale de Bichkek et un musée lui est dédié dans la ville où il est né.
Osmonov est considéré comme l'un des principaux modernisateurs de la poésie kirghize, passant d'une poésie orale traditionnelle à une poésie écrite et littéraire. Il introduit aussi, par la traduction, de nombreux auteurs européens comme Pouchkine ou Shakespeare.